# Серне (Горња Рајна)
Серне (фр. Cernay) насеље је и општина у источној Француској у региону Алзас, у департману Горња Рајна која припада префектури Тан.
По подацима из 2011. године у општини је живело 11.451 становника, а густина насељености је износила 634,76 становника/km². Општина се простире на површини од 18,04 km². Налази се на средњој надморској висини од 295 метара (максималној 358 m, а минималној 277 m).

## Демографија
| 1962. | 1968. | 1975. | 1982.  | 1990.  | 1999.  | 2011.  |
| ----- | ----- | ----- | ------ | ------ | ------ | ------ |
| 8.372 | 8.563 | 9.342 | 10.208 | 10.313 | 10.446 | 11.451 |

График промене броја становника у току последњих година